# Корир, Пол
Пол Кипкетер Корир — кенийский бегун на средние дистанции, который специализировался в беге на 1500 метров. Чемпион мира в помещении 2004 года с результатом 3:52.31. Победитель Всеафриканских игр 2003 года и чемпион Африки 2004 года. Не смог пробиться на олимпийские игры 2004 года, заняв только 4-е место на чемпионате Кении.
В семье является старшим ребёнком из восьми детей. Его отец фермер, который владеет землёй площадью 8 акров. Женат на Эдне Чесанг с 2002 года, есть дочь Мерси Черуто.